# ماري كلير كينغ
ماري-كلير كينغ (بالإنجليزية: Mary-Claire King)(ولدت في 27 فبراير 1946)، هي عالمة وراثة أمريكية، كانت أول من أثبت أن سرطان الثدي يمكن أن يكون وراثيًا نتيجة طفرات في الجين الذي أطلقت عليه اسم BRCA1. تدرس كينغ علم الوراثة البشري، وتركز بشكل خاص على التغاير الوراثي والصفات المعقدة. وتشمل أبحاثها دراسة تفاعل العوامل الوراثية مع العوامل البيئية وتأثيرها على حالات بشرية مثل سرطان الثدي والمبيض، والصمم الوراثي، والفصام، وفيروس نقص المناعة البشرية، والذئبة الحمراء الجهازية، والتهاب المفاصل الروماتويدي. ومنذ عام 1995، تشغل كينغ منصب أستاذة في قسم علوم الجينوم والوراثة الطبية في كلية الطب بجامعة واشنطن، بتمويل من الجمعية الأمريكية للسرطان.
وبالإضافة إلى إنجازها المعروف في تحديد جينات سرطان الثدي، تُعرف كينغ أيضًا بإثباتها أن البشر والشمبانزي متطابقون وراثيًا بنسبة 99%، وفي عام 1984 بدأت العمل في الأرجنتين لتحديد هوية الأطفال الذين خُطفوا من عائلاتهم وتبنَّتهم عائلات أخرى بشكل غير قانوني في ظل الديكتاتورية العسكرية خلال "الحرب القذرة" (1976–1983) وبتطبيقها تقنيات تسلسل الجينوم لتحديد هوية ضحايا انتهاكات حقوق الإنسان.
نالت كينغ العديد من الجوائز، من بينها جائزة لاسكر والميدالية الوطنية للعلوم. وفي عام 2002، اختارتها مجلة Discover ضمن قائمة أهم 50 امرأة في مجال العلوم.